# Schortens
Schortens è una città di 20 590 abitanti, della Bassa Sassonia, in Germania.

Appartiene al circondario (Landkreis) della Frisia (targa FRI).
Schortens si fregia del titolo di "Comune indipendente" (Selbständige Gemeinde).

## Geografia antropica

### Suddivisioni amministrative
Schortens si divide in 12 zone (Ortsteil), corrispondenti all'area urbana e a 11 frazioni:
- Schortens (area urbana)
- Accum
- Addernhausen
- Grafschaft
- Heidmühle
- Middelsfähr
- Oestringfelde
- Ostiem
- Roffhausen
- Schoost
- Sillenstede
- Upjever

## Amministrazione

### Gemellaggi
- Nagybajom, dal 1993
- Pieszyce, dal 2004